# برج الفضة (إسبانيا)

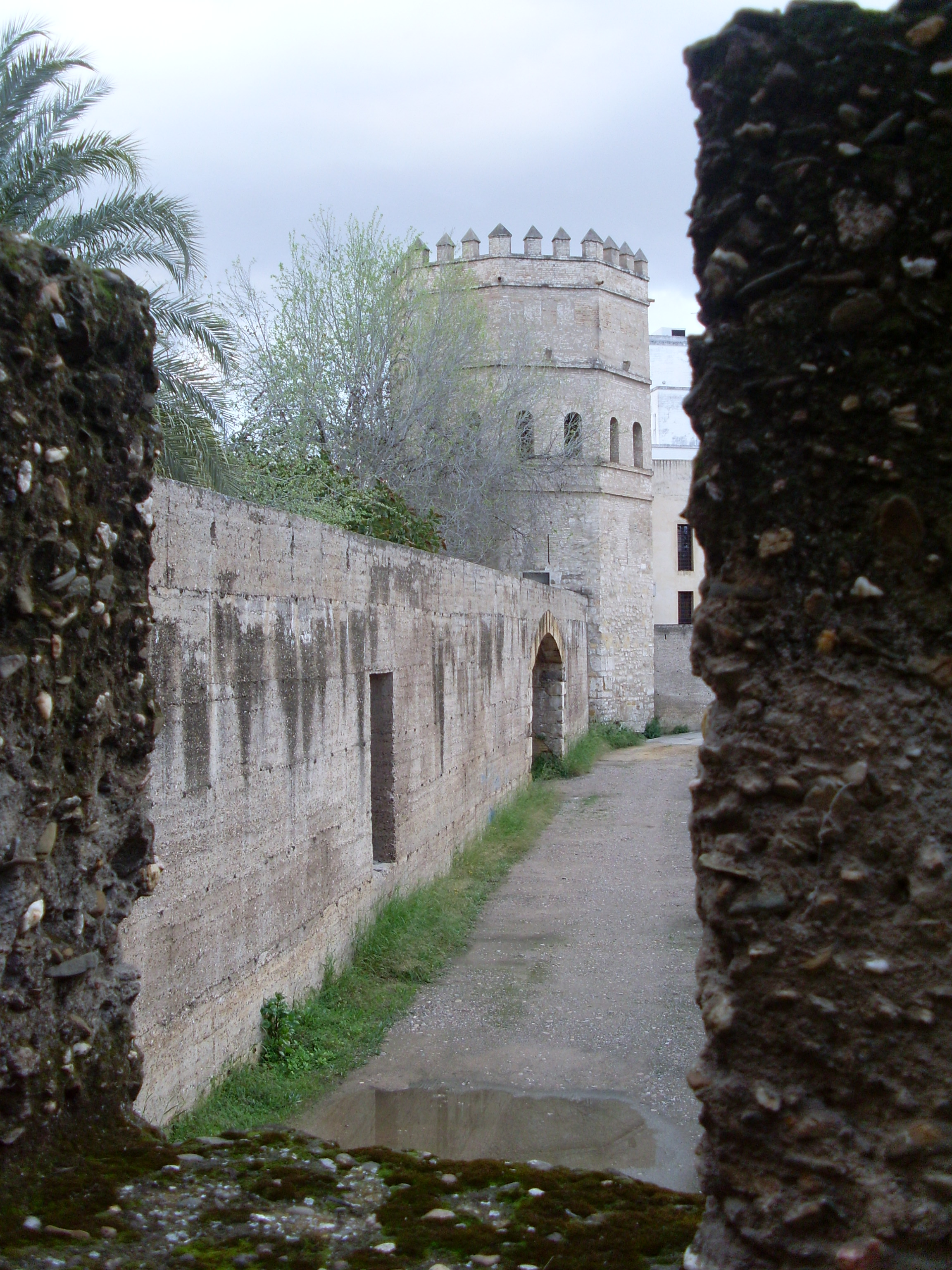
برج الفضة.

برج الفضة هو برج عسكري مثمن الشكل في الأندلس، بنوه المسلمون، ويقع في إشبيلية الحالية، جنوب إسبانيا. بُني تحديدًا في عهد الخلافة الموحدية.

## التاريخ
يعود تاريخ البرج إلى القرن الثالث عشر وكان مرتبطًا بسور المدينة بحصن مغاربي آخر وهو برج الذهب.
كان البرج المهمل مليئًا بالنباتات ويسكنه المشردون. تم ترميمه في عام 1992.

## طالع أيضًا
- برج الذهب

1. 1 2 3 4 5 6 7 8 9  مذكور في: Digital Guide to the Cultural Heritage of Andalusia. معرف المباني التراثية في الأندلس: i19376. الوصول: يوليو 2020. لغة العمل أو لغة الاسم: الإسبانية.
2. 1 2  "Wiki Loves Monuments monuments database". 13 نوفمبر 2017.
3. ↑  وصلة مرجع: https://www.diariodesevilla.es/sevilla/polemica-aparcamiento-oculta-vestigios-almohades-Sevilla_0_1482452171.html.